# Мічуріно (Бузулуцький район)
Мічу́ріно (рос. Мичурино) — селище у складі Бузулуцького району Оренбурзької області, Росія.
Стара назва — Мічуріна.

## Населення
Населення — 100 осіб (2010; 88 у 2002).
Національний склад (станом на 2002 рік):
- росіяни — 93 %